# William Robert Van Cleave
William Robert Van Cleave (* 27. August 1935 in Kansas City; † 15. März 2013 in Idyllwild, California) war ein US-amerikanischer Politikwissenschaftler und Verteidigungs- bzw. Sicherheitsexperte.

## Leben und Wirken
William R. Van Cleave war von 1942 bis 1957 zunächst Marinesoldat und u. a. an der Botschaft der USA in Wien während des von den Alliierten besetzten Österreich stationiert. Anschließend studierte er Politikwissenschaft an der California State University, Longbeach und legte dort 1961 bzw. 1965 die Bachelor- und Magisterprüfung ab. Seine Promotion zum Ph.D. erfolgte 1967 an der Claremont Graduate University. Von 1967 bis 1987 hatte er dann eine Professur an der University of Southern California inne. Hauptschwerpunkt seiner Arbeit war das Gebiet der Internationalen Beziehungen, vor allem aber der Verteidigungs- und Sicherheitspolitik. Außerdem arbeitete er als wissenschaftlicher Mitarbeiter an der „Hoover Institution on War, Revolution, and Peace“, die zur Stanford University gehört. Van Cleave nahm von 1969 bis 1971 an der Delegation der USA bei den „Strategic Arms Limitation Talks“ (SALT) mit der Sowjetunion teil. Außerdem war er Sicherheitsberater der US-Präsidenten Gerald Ford (1976) und Ronald Reagan (1979 bis 1980). Nach 1987 wechselte er als Professor an die Missouri State University, wo er bis 2005 forschte und lehrte.

## Veröffentlichungen (Auswahl)
- The nonproliferation treaty and fission-free explosive research. In: Orbis, Bd. 11 (1968), S. 1055–1066.
- (mit Roger W. Barnett): Strategic adaptability. In: Orbis, Bd. 18 (1974), S. 655–676.
- (mit Samuel T. Cohen): Nuclear aspects of future U.S. security policy in Asia. In: Orbis, Bd. 19 (1975), S. 1152–1180.

- SALT on the eagle's tail. In: Strategic review, Bd. 4 (1976), S. 44–55.
- Soviet doctrine and strategy. A Developing American view. In: Lawrence L. Whetten (Hrsg.): The future of Soviet military power. Crane, Russak, New York 1976, S. 41–71, ISBN 0-8448-0909-8.

- (mit Robert G. Shreffler): The Neutron bomb for NATO defense. An Alternative. In: Orbis, Bd. 21 (1978), S. 959–973.
- (mit Klaus-Dieter Schwarz): Die Theorie der Abschreckung. In: Klaus-Dieter Schwarz (Hrsg.): Sicherheitspolitik. Analysen zur politischen und militärischen Sicherheit. 3. Aufl. Osang, Bad Honnef 1978, S. 131–149, ISBN 3-7894-0060-2.

- (mit Samuel T. Cohen): Tactical nuclear weapons. An examination of the issues. Macdonald and Jane's, London 1978, ISBN 0-354-01205-3.
- (mit Willard Scott Thompson): Strategic options for the early eightees. What can be done? National Strategy Information Center, New York 1979.
- Quick fixes to U.S. strategic nuclear forces. In: Willard Scott Thompson (Hrsg.): National security in the 1980s. From weakness to strength. Institute for Contemporary Studies, San Francisco 1980, S. 89–107, ISBN 0-917616-38-3.
- Optionen einer westlichen Strategie. Institut für Sicherheitspolitik an der Christian-Albrechts-Universität zu Kiel, Kiel 1983.
- The arms control record. Successes and failures. In: Richard F. Staar (Hrsg.): Arms control. Myth versus reality. Hoover Institution Press, Stanford 1984, S. 1–23, ISBN 0-8179-8041-5.
- Challenges to global stability in the 1980s. In: Adam M. Garfinkle (Hrsg.): Global perspectives on arms control. Praeger, New York 1984, S. 15–31, ISBN 0-03-069658-5.
- (Hrsg.): International security and the Brezhnev doctrine. CAUSA Publ., New York 1985.
- Fortress USSR. The Soviet strategic defense initiative and the U.S. strategic defense response. Hoover Institution Press, Stanford, Calif. 1986, ISBN 0-8179-8412-7.
- Western Strategic Options. In: Werner Kaltefleiter (Hrsg.): Conflicts, options, strategies in a threatened world 1985. Institute of Political Science, Kiel 1986, S. 263–296.
- (mit Samuel T. Cohen): Nuclear weapons, policies and the test ban issue. Praeger, New York 1987, ISBN 0-275-92312-6.
- U.S. - Israeli relations. A new crisis. In: Global affairs, Bd. 7 (1992), S. 36–55.
- The future role of nuclear weapons. In: Werner Kaltefleiter (Hrsg.): Five years after the fall of the Berlin wall. Lang, Frankfurt/M. 1996, S. 113–134, ISBN 3-631-30407-2.
- Missile Defense: Issues and Prospects. In: Robert L. Pfaltzgraff (Hrsg.): Strategy and international politics. Essays in memory of Werner Kaltefleiter (= Kieler Schriften zur politischen Wissenschaft, Bd. 13). Lang, Frankfurt/M. 2001, S. 183–200, ISBN 0-8204-4837-0.

Festschrift
- Bradley A. Thayer (Hrsg.): American national security policy. Essays in honor of William R. Van Cleave. National Institute Press, Fairfax, VA 2007, ISBN 978-0-9776221-1-5.